# Bonheur, Impair et Passe (pièce de théâtre)
Pour les articles homonymes, voir Bonheur, Impair et Passe.
Bonheur, Impair et Passe est une pièce de théâtre de Françoise Sagan, créée sur la scène du théâtre Édouard-VII le 10 janvier 1964.
- Mise en scène : Claude Régy et Françoise Sagan
- Décors et costumes : Georges Wakhévitch
- Musique originale : Henri Patterson
- Personnages et interprètes :
  - Comtesse Diverine : Alice Cocéa
  - Comte Henri Diverine : Daniel Gélin
  - Comtesse Angora Diverine : Juliette Gréco
  - Comte Ladislas Diverine : Michel de Ré
  - Prince Vladimir Demisof : Jean-Louis Trintignant